# Карл Йозеф Австрийски (1590 – 1624)
Карл Йозеф Австрийски, наричан Карл Посмъртни (на немски: Karl Joseph von Österreich der Postume) oт династията Хабсбург е четиридесет и третият Велик магистър на рицарите от Тевтонския орден (1618–1624), княжески епископ на Вроцлав (1608–1624) и Бриксен (1613–1624).
Той е брат на император Фердинанд II и на епископ Леополд V.
През 1621 г. брат му Фердинанд II му дава графство Глац от Бохемската корона.